# جودي ويليامز

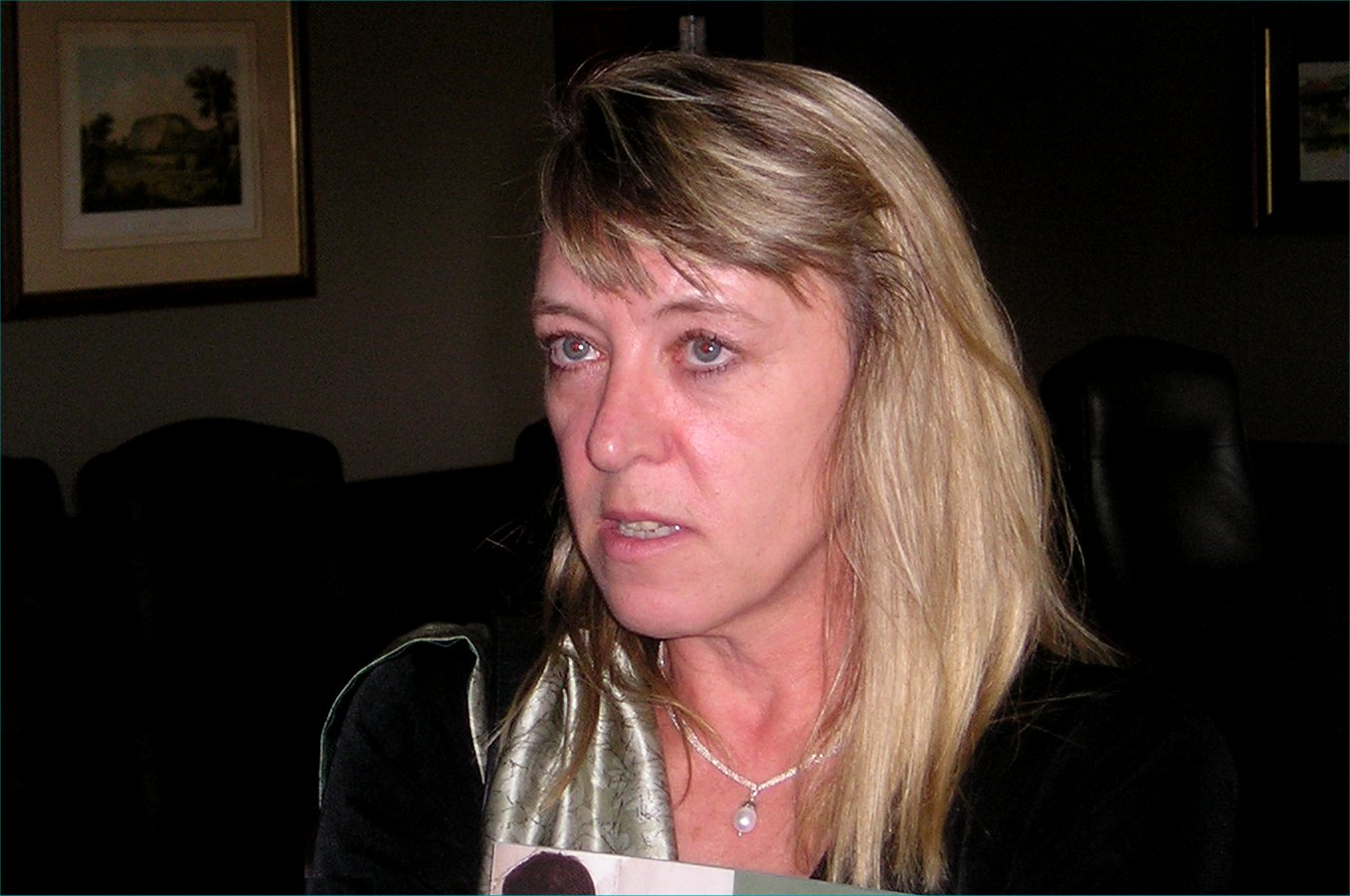
جودي ويليامز

جودي ويليامز (بالإنجليزية: Jody Williams)‏ (ولدت في 9 أكتوبر،1950) هي ناشطة سياسية وحقوقية أمريكية، تعرف في العالم بسبب دورها في تأسيسها للحملة الدولية لمنع الألغام الأرضية، دفاعها المستمر عن حقوق الإنسان (وخاصة المرأة) ودورها في وضع معايير جديد لتحسين الأمن الشخصي في عالمنا الحالي.
حصلت جودي على جائزة نوبل للسلام في عام 1997 مناصفة مع الحملة التي أسستها تكريما لها على مجمل أعمالها في استخراج الألغام الأرضية.

## السيرة الذاتية

### التعليم
حصلت ويليامز على درجة الماستر في العلاقات الدولية من مدرسة بول-إتش- نيتري للعلاقات والدراسات الدولية المتقدمة (قسم من جامعة جون هوبكنز) في العاصمة واشنطن، الولايات المتحدة في عام 1984. وماجستير الآداب في تعليم اللغة الإسبانية والإنجليزية كلغة ثانية من مدرسة التدريب العالمي (تعرف الآن باسم معهد SIT) في براتلبورو، فيرمونت في عام 1976 وعلى درجة بكالوريوس الآداب من جامعة فيرمونت في عام 1972.

### الحياة العملية

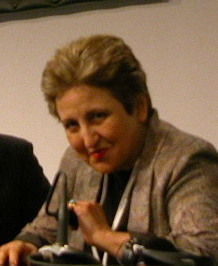
شيرين عبادي

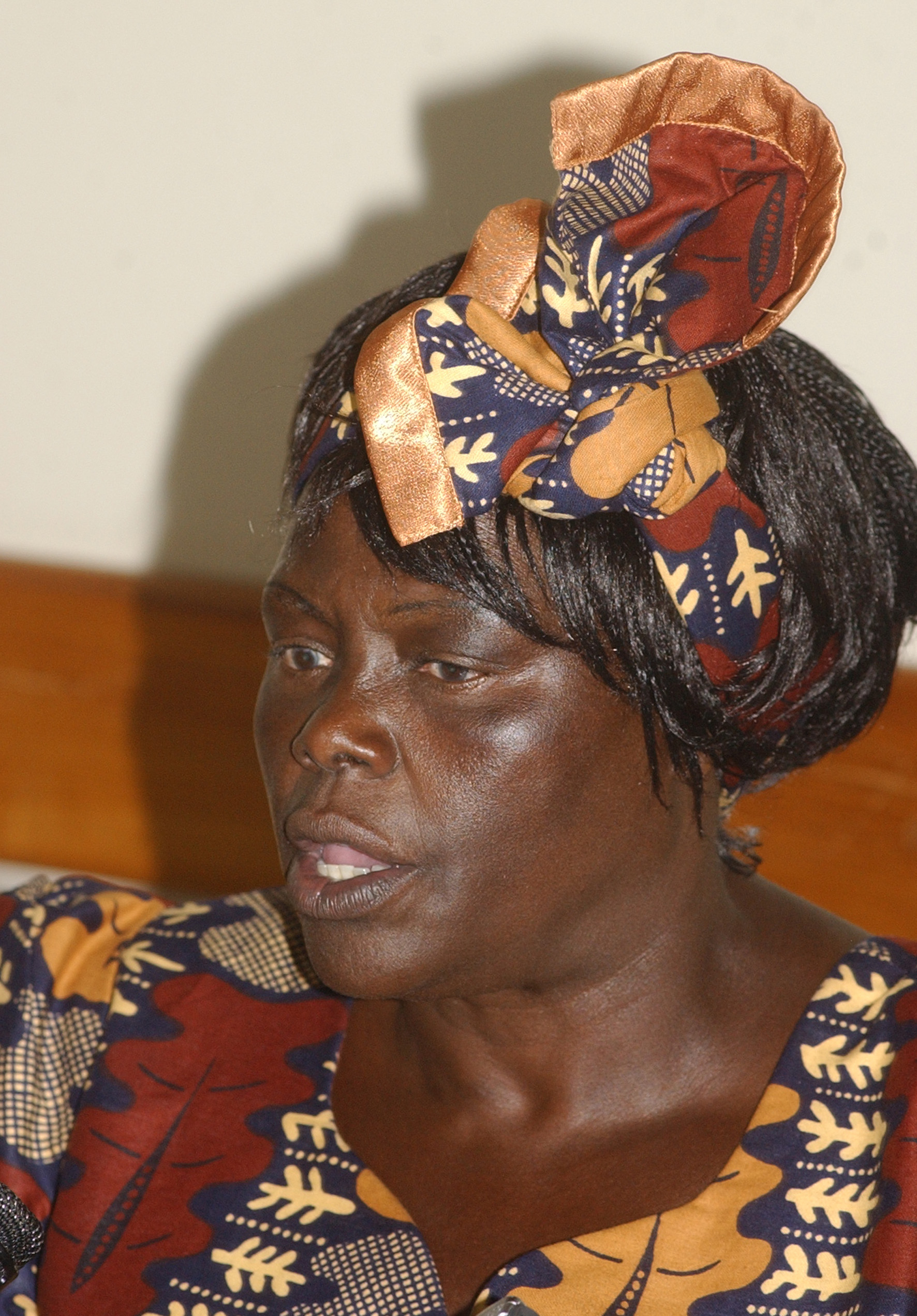
البروفيسورة والناشطة الكينية وانجاري ماثاي

ساعدت جودي في تأسيس الحملة الدولية لمنع الألغام الأرضية من أوائل عام 1992 حتى فبراير 1998. اعتمادا على ذلك العمل قضت جودي الإحدى عشر عام التالية في مشاريع مختلفة مرتبطة بالحروب في نيكاراغوا والسلفادور. طبقا لموسوعة منظمة حقوق الإنسان قضت جودي فترة الثمانبنات في تحديد الأعمال المضادة لحقوق الإنسان.
تعاونت جودي مع العديد من المنظمات الحقوقية الحكومية، المنظمات غير الحكومية واللجنة الدولية للصليب الأحمرالتي شغلت منصب الرئيس الإستراتيجي والمتحدثة الرسمية فيها. يرجع لجودي الفضل في تطوير منظمة حقوق الإنسان من منظمتين غير حكوميتين إلى منظمة حكومية واحدة تحت رأستها 1300 عضو في 90 دولة مختلفة.
من بدايتها الصغيرة وإطلاقها الرسمي في عام 1992، إستطاعت جودي واللجنة الدولية للصليب الأحمر في تحقيق خطتها وأهداف حملتها بإزالة الألغام الأرضية بعد مناقشة الموضوع في مؤتمر أوسلو في سبتمبر 1997. بعد ذلك بثلاث أسابيع، تم مكافئتها بإعطائها جائزة نوبل للسلام هي والمنظمة، لتصبح بذلك هي المرأة العاشرة على مستوى العالم والثالثة على مستوى الولايات المتحدة الأمريكية.
في نوفمبر 2004، بعد نقاش مع الأخت المنادية للسلام الدكتورة شيرين عبادي من إيران والبروفيسورة والناشطة الكينية وانجاري ماثاي، تولت ويليامز مسئولية إنشاء مبادرة نوبل للنشاء. تم إطلاق المبادرة في يناير 2006 وشغلت منصب مدير المبادرة. تهدف تلك المبادرة والتي تجمع حوالي ست من النساء الحاصلات على نوبل إلى إستغلال مكانتهم لدعم وزيادة عمل النساء حول العالم. (كانت أون سان سو تشي عضو شرف في المبادرة).
في مقابلة مع مجلة القادة الحقيقيين في عام 2015، تم اقتباس قول ويليامز: 

«إن صورة السلام مع حمامة تطير فوق قوس قزح في الوقت الذي يتصافح فيه الناس وهم يغنون كومبايا سيؤدي في النهاية إلى تحميس وإعطاء الأمل للأشخاص الذين يعتقدون أن السلام الدائم ممكن. ولكن إذا كنت تعتقد أن الغناء والنظر إلى قوس قزح فقط سوف يأتي بالسلام فجأة فأنت قاصر الفهم، لا تستطيع فهم مشاكل العالم».

### الحياة الأكاديمية
من عام 2007، عملت ويليامز كبروفيسور في مجتمع السلام والعدالة في جامعة براديون وبروفيسور العدالة الاجتماعية في جامعة هيوستن. كانت قبل ذلك أستاذا متنقلا في الجامعة منذ عام 2003.

## التقدير
تعرف ويليامز بمساهماتها العديدة في مجال حقوق الإنسان والأمن العالمي وحصلت على خمسين درجة فخرية.
في عام 2004، تم اختيارها من قبل مجلة فوربس كواحده من أقوى 100 إمراة على مستوى العالم. تم اختيار جودي مرتين للقلب إمراة العام من قبل مجلة جلامور مع مرشحين من امثال السيناتور هيلاري كلينتون، كاتي كوريك، باربرا جيل والترز ومرشحين أخرين من الحاصلين على جائزة نوبل.

## وصلات خارجية
- جودي ويليامز على موقع IMDb (الإنجليزية)
- جودي ويليامز على موقع الموسوعة البريطانية (الإنجليزية)
- جودي ويليامز على موقع مونزينجر (الألمانية)
- جودي ويليامز على موقع إن إن دي بي (الإنجليزية)
- Williams مرات الظهور على سي-سبان